# Jonathan Edwards (atlet)
Jonathan David Edwards, CBE, angleški atlet, * 10. maj 1966, London, Anglija.
Jonathan Edwards je nekdanji angleški atlet, ki je tekmoval v troskoku. Je aktualni svetovni rekorder ter olimpijski, svetovni in evropski prvak. 
V štirih nastopih na olimpijskih igrah je osvojil naslov olimpijskega prvaka leta 2000 v Sydneyju in naslov olimpijskega podprvaka leta 1996 v Atlanti. Na svetovnih prvenstvih je osvojil naslova svetovnega prvaka v letih 1995 in 2001, naslov svetovnega podprvaka leta 1997 ter bronasti medalji v letih 1993 in 1999. 8. julija je na Svetovnem prvenstvu 1995 v Göteborgu zmagal z dolžino 18,29 m, kar je pomenilo nov svetovni rekord, ki še vedno velja. Na svetovnih dvoranskih prvenstvih je osvojil naslov podprvaka leta 2001, na evropskih prvenstvih naslov prvaka leta 1998 in bron leta 2002, na evropskih dvoranskih prvenstvih pa naslov prvaka leta 1998.
Leta 2009 je bil sprejet v Angleški atletski hram slavnih.